# Croce del Biacco
La Croce del Biacco (Cråuṡ dal Biâc in dialetto bolognese) è una zona di Bologna, amministrativamente collocata nel quartiere San Donato-San Vitale e demarcata a nord da via Enrico Mattei, a ovest da viale Lenin, a sud dalla ferrovia Bologna-Ancona e a est da via Pallavicini, da via degli Stradelli Guelfi e dal confine con il comune di San Lazzaro di Savena.

## Storia
La zona è caratterizzata dalla presenza di un originario borgo storico a cui in decenni recenti si è aggiunta un'ampia zona residenziale, imperniata su Piazza dei Colori.
Il nome deriva dall'insediamento storico rurale che ha il suo punto di riferimento nella chiesa di San Giacomo, testimoniata a partire dal 1271, e deriverebbe dall'iscrizione di una croce di campagna Crux B. Jacobi. La borgata era anticamente posta sulla Via Guelfa, strada che conduceva da Bologna a Castel Guelfo.
Il 20 aprile 1944 vi fu ucciso il partigiano Ermanno Galeotti, della 7ª Brigata GAP Gianni Garibaldi.

## Monumenti e luoghi d'interesse
- Chiesa di San Giacomo della Croce del Biacco

## Trasporti
La zona è attraversata dalla ferrovia Bologna-Ancona e dall'autostrada A14.
L'area è inoltre servita dalle linee urbane 14 e 55 di autobus e filobus del trasporto pubblico TPER.
Dalla Croce del Biacco parte il percorso degli Stradelli Guelfi, che permette di raggiungere Cervia sulla riviera Adriatica.